# Nguyễn Hữu Khôi Nguyên
Nguyễn Hữu Khôi Nguyên là một nghệ sĩ vĩ cầm người Pháp gốc Việt. 

## Tiểu sử
Nguyễn Hữu Khôi Nguyên sinh năm 1972 tại Nha Trang. Ông sinh ra trong gia đình có cha là nghệ sỹ nhiếp ảnh. Ông cùng em trai là Nguyễn Hữu Khôi Nam có niềm đam mê và theo học vĩ cầm ngay tại quê nhà. Ông thi đỗ vào Nhạc viện Thành phố Hồ Chí Minh từ năm 14 tuổi. Cả hai anh em đều nhận được học dưới sự giảng dạy của Giáo sư, tiến sĩ Bùi Công Thành (cha đẻ của nghệ sĩ vĩ cầm Bùi Công Duy).

## Sự nghiệp
Trong thời gian học tập, Nguyên đã giành giải Nhất Tài năng trẻ violin năm 1989 và giải Nhất violon Cuộc thi quốc gia âm nhạc Mùa thu năm 1990.
Năm 19 tuổi, ông du học tới Pháp. Khi đặt chân đến Paris, Nguyên chỉ chuẩn bị 100 Đô la Mỹ và phải đánh đàn ở ga tàu điện ngầm ở Paris nhằm trang trải cho cuộc sống. Maurice Bourgue, một nghệ sĩ kèn oboe nổi tiếng của Dàn nhạc giao hưởng Berlin Karajan đã hỗ trợ Nguyên tới Pháp để theo đuổi niềm đam mê âm nhạc. Ngày em trai ông sang Pháp, ông đưa thẳng em trai xuống ga tàu điện ngầm ở Paris để đánh đàn như mình đã từng làm trước đây, với ngụ ý "muốn Khôi Nam biết được những gian nan, khổ cực hầu toàn tâm toàn ý vào việc học hành."
Sau đó, ông tốt nghiệp thủ khoa Nhạc viện Boulogne và thi đỗ vào Nhạc viện Quốc gia Paris và trở thành người Việt Nam đầu tiên theo học tại Nhạc viện Quốc gia Paris kể từ sự kiện 30 tháng 4 năm 1975. Tại đây, Nguyên được học với Giáo sư Le Dizes để tốt nghiệp đại học và là nghiên cứu sinh năm 1998. Ông là nghệ sĩ độc tấu của Dàn nhạc Giao hưởng quốc gia Pháp từ năm 2003.
Ông còn giành chiến thắng tại nhiều cuộc thi âm nhạc quốc tế danh tiếng như giải Nhất trong cuộc thi của Nhạc viện quốc tế Maurice Ravel và cuộc thi Nhạc thính phòng FNAPEC diễn ra tại Paris. Thành tích quan trọng nhất trong sự nghiệp âm nhạc của Nguyễn Hữu Nguyên là được tuyển chọn vào Dàn nhạc giao hưởng Quốc gia Pháp danh tiếng và cùng với em trai mình, hai người Việt duy nhất trong số bốn thành viên châu Á của dàn nhạc vào năm 2002. Tại dàn nhạc, Nguyễn Hữu Khôi Nguyên đảm nhiệm vị trí nghệ sĩ độc tấu cấp 3.

## Nhận định
Báo Nhân Dân nhận xét "nghe Nguyên chơi đàn, khán giả rất dễ bị hút hồn" và cho biết ông có "lối chơi say đắm, biểu cảm quyết liệt và mạnh mẽ".